# Alta via Europa
L’Alta Via Europa è un itinerario escursionistico di alta montagna tra Austria e Italia che attraversa cinque valli alpine ad est del Brennero, collegando Innsbruck a Bressanone, da dove prosegue l'Alta Via 2 delle Dolomiti fino a Feltre, che può essere quindi considerata il suo seguito verso sud. Complessivamente 130 chilometri di sentieri percorribili in 10 tappe.

## Tappe
1. Innsbruck - Meissner Haus 19.28 km
2. Meissner Haus - Peeralm 14.30 km
3. Peeralm - Toldern 15.04 km
4. Toldern - Geraer Hütte 8.42 km
5. Geraer Hütte - Rifugio Passo Vizze 10.49 km
6. Rifugio Passo Vizze - Rifugio Europa 8.11 km
7. Rifugio Europa - Kematen/Caminata 8.59 km
8. Kematen/Caminata - Rifugio Bressanone 13.28 km
9. Rifugio Bressanone - Villa 19.91 km
10. Villa - Bressanone 11.19 km